# Massacre de Worms (1096)
O massacre de Worms foi o assassinato de pelo menos 800 judeus de Worms, Sacro Império Romano (atual Alemanha), nas mãos dos cruzados sob o comando do Conde Emicho em maio de 1096.
O massacre em Worms foi um dos vários ataques contra as comunidades judaicas perpetrados durante a Primeira Cruzada (1096–1099). Os seguidores do conde Emicho chegaram a Worms em 18 de maio de 1096. Logo após sua chegada, espalhou-se o boato de que os judeus haviam fervido um cristão vivo e usado seu cadáver para contaminar a água e envenenar os poços da cidade. A população local mais tarde uniu forças com Emicho e lançou um ataque selvagem contra os judeus da cidade, que haviam recebido refúgio no palácio do bispo Adalbert, embora outros tenham optado por permanecer fora de seus muros. Eles foram os primeiros a serem massacrados.
Após oito dias, o exército de Emicho, auxiliado por burgueses locais, invadiu e massacrou aqueles que buscavam asilo ali. Os judeus estavam no meio da recitação da oração Hallel para Rosh Chodesh Sivan.
Ao todo, de 800 a 1 000 judeus foram mortos, com exceção de alguns que cometeram suicídio e alguns que foram batizados à força. Um deles, Simchah ben Yitzchak ha-Cohen, esfaqueou o sobrinho do bispo enquanto era batizado e, consequentemente, foi morto. Uma das vítimas mais famosas foi Minna de Worms.